# Encarsia thoreauini
Encarsia thoreauini är en stekelart som först beskrevs av Girault 1915.  Encarsia thoreauini ingår i släktet Encarsia och familjen växtlussteklar. Inga underarter finns listade i Catalogue of Life.